# Suryoyo Sat
Suryoyo Sat (Aramees: ܣܘܪܝܝܐ ܣܬ) is een Aramees televisiekanaal dat vanuit het Zweedse Södertälje uitzendt. Suryoyo Sat kan ontvangen worden in ca. 85 landen in onder meer Europa en Azië. Doel van de zender is om onder de Suryoyo gemeenschap een eenheid te vormen onder een gemeenschappelijke naam.
Suryoyo Sat wordt in het Aramees, Arabisch en het Engels uitgezonden.